# Radko Gudas
Radko Gudas, född 5 juni 1990, är en tjeckisk professionell ishockeyback som spelar för Anaheim Ducks i NHL.
Han har tidigare spelat för Florida Panthers, Tampa Bay Lightning, Philadelphia Flyers och Washington Capitals i NHL; HC Kladno i Extraliga; Norfolk Admirals och Syracuse Crunch i AHL samt Everett Silvertips i WHL.

## Klubblagskarriär

### NHL

#### Tampa Bay Lightning
Gudas draftades av Tampa Bay Lightning i tredje rundan i 2010 års draft som 66:e spelare totalt.

#### Philadelphia Flyers
Den 2 mars 2015 tradades han tillsammans med ett draftval i första rundan (som sedermera tradades till Columbus Blue Jackets som valde Gabriel Carlsson) och ett draftval tredje rundan (Matej Tomek) i 2015 års draft till Flyers i utbyte mot Braydon Coburn.

#### Washington Capitals
Den 14 juni 2019 tradades han till Washington Capitals i utbyte mot Matt Niskanen.

## Statistik
| 2006–2007        | HC Berounští Medvědi | 1. liga          | 9   | 0  | 1   | 1   | 6   | —  | — | — | —  | —  |
| 2007–2008        | HC Kladno            | Extraliga        | —   | —  | —   | —   | —   | 1  | 0 | 0 | 0  | 0  |
|                  | HC Berounští Medvědi | 1. liga          | 35  | 0  | 4   | 4   | 61  | 8  | 1 | 1 | 2  | 29 |
| 2008–2009        | HC Kladno            | Extraliga        | 7   | 0  | 1   | 1   | 8   | 7  | 0 | 0 | 0  | 2  |
|                  | HC Berounští Medvědi | 1. liga          | 21  | 0  | 3   | 3   | 74  | 11 | 1 | 3 | 4  | 36 |
| 2009–2010        | Everett Silvertips   | WHL              | 65  | 7  | 30  | 37  | 151 | 3  | 0 | 2 | 2  | 4  |
| 2010–2011        | Norfolk Admirals     | AHL              | 76  | 4  | 13  | 17  | 165 | 6  | 0 | 0 | 0  | 7  |
| 2011–2012        | Norfolk Admirals     | AHL              | 73  | 7  | 13  | 20  | 195 | 16 | 0 | 3 | 3  | 14 |
| 2012–2013        | Tampa Bay Lightning  | NHL              | 22  | 2  | 3   | 5   | 38  | —  | — | — | —  | —  |
|                  | Syracuse Crunch      | AHL              | 57  | 4  | 16  | 20  | 207 | 12 | 2 | 0 | 2  | 34 |
| 2013–2014        | Tampa Bay Lightning  | NHL              | 73  | 3  | 19  | 22  | 152 | 3  | 0 | 1 | 1  | 9  |
| 2014–2015        | Tampa Bay Lightning  | NHL              | 31  | 2  | 3   | 5   | 34  | —  | — | — | —  | —  |
| 2015–2016        | Philadelphia Flyers  | NHL              | 76  | 5  | 9   | 14  | 116 | 6  | 0 | 0 | 0  | 18 |
| 2016–2017        | Philadelphia Flyers  | NHL              | 67  | 6  | 17  | 23  | 93  | —  | — | — | —  | —  |
| 2017–2018        | Philadelphia Flyers  | NHL              | 70  | 2  | 14  | 16  | 83  | 6  | 0 | 0 | 0  | 9  |
| 2018–2019        | Philadelphia Flyers  | NHL              | 77  | 4  | 16  | 20  | 63  | —  | — | — | —  | —  |
| 2019–2020        | Washington Capitals  | NHL              | 63  | 2  | 13  | 15  | 40  | 5  | 0 | 2 | 2  | 2  |
| 2020–2021        | Florida Panthers     | NHL              | 54  | 2  | 9   | 11  | 40  | 6  | 1 | 1 | 2  | 4  |
| 2021–2022        | Florida Panthers     | NHL              | 77  | 3  | 13  | 16  | 105 | 10 | 0 | 2 | 2  | 6  |
| 2022–2023        | Florida Panthers     | NHL              | 72  | 2  | 15  | 17  | 79  | 21 | 0 | 3 | 3  | 34 |
| NHL totalt       | NHL totalt           | NHL totalt       | 682 | 33 | 131 | 164 | 843 | 57 | 1 | 9 | 10 | 82 |
| Extraliga totalt | Extraliga totalt     | Extraliga totalt | 7   | 0  | 1   | 1   | 8   | 8  | 0 | 0 | 0  | 2  |
| AHL totalt       | AHL totalt           | AHL totalt       | 206 | 15 | 42  | 57  | 567 | 34 | 2 | 3 | 5  | 55 |

### Internationellt
| Källa: Uppdaterad: 2023-02-06 | Källa: Uppdaterad: 2023-02-06 | Källa: Uppdaterad: 2023-02-06 |                           | Utv = Utvisningsminuter   | Utv = Utvisningsminuter   | Utv = Utvisningsminuter   | Utv = Utvisningsminuter   | Utv = Utvisningsminuter   |
| År                            | Lag                           | Mästerskap                    | Matcher                   | Mål                       | Assist                    | Poäng                     | Utv                       |                           |
| ----------------------------- | ----------------------------- | ----------------------------- | ------------------------- | ------------------------- | ------------------------- | ------------------------- | ------------------------- | ------------------------- |
| 2007                          | Tjeckien                      | Ivan Hlinka                   | Statistik ej tillgänglig. | Statistik ej tillgänglig. | Statistik ej tillgänglig. | Statistik ej tillgänglig. | Statistik ej tillgänglig. | Statistik ej tillgänglig. |
| 2008                          | Tjeckien                      | U18-VM D1                     | 5                         | 1                         | 1                         | 2                         | 12                        |                           |
| 2009                          | Tjeckien                      | JVM                           | 6                         | 2                         | 1                         | 3                         | 8                         |                           |
| 2010                          | Tjeckien                      | JVM                           | 6                         | 0                         | 2                         | 2                         | 14                        |                           |
| 2014                          | Tjeckien                      | OS                            | 3                         | 0                         | 0                         | 0                         | 4                         |                           |
| 2017                          | Tjeckien                      | VM                            | 8                         | 2                         | 1                         | 3                         | 6                         |                           |
| 2018                          | Tjeckien                      | VM                            | 8                         | 0                         | 2                         | 2                         | 4                         |                           |
| 2019                          | Tjeckien                      | VM                            | 10                        | 1                         | 3                         | 4                         | 8                         |                           |
| Junior totalt                 | Junior totalt                 | Junior totalt                 | 17                        | 3                         | 4                         | 7                         | 34                        |                           |
| Senior totalt                 | Senior totalt                 | Senior totalt                 | 29                        | 3                         | 6                         | 9                         | 22                        |                           |